# Glikacja białek
Glikacja białek – proces nieenzymatycznego przyłączania się heksoz, głównie glukozy, do wolnych grup aminowych białek. Jest fizjologicznym procesem determinującym ich starzenie. Nasila się w stanach hiperglikemii (stanie podwyższonego stężenia glukozy w płynach biologicznych – charakterystycznej cesze  cukrzycy), przyspieszając wystąpienie powikłań, w postaci mikroangiopatii (retinopatii, nefropatii, polineuropatii)  oraz makroangiopatii (miażdżyca naczyń tętniczych mózgu, serca, nerek i kończyn dolnych). Osłabia strukturę jednego z najważniejszych białek w organizmie – kolagenu.
Proces ten, w odróżnieniu od glikozylacji, zachodzi bez udziału wysokoenergetycznych pośredników cukrowych i nie jest katalizowany przez glikozylotransferazy. Wysokie stężenie substratu (glukozy) sprawia, że łatwo wiąże się ona z grupami aminowymi różnych białek, w tym także hemoglobiną. Pomiar zawartości glikowanych białek we krwi (głównie hemoglobiny) jest wskaźnikiem diagnostycznym, przydatnym w ocenie wyrównania cukrzycy. Powstaje tzw. hemoglobina glikowana HbA1c (6%–6,5% Hb całkowitej), która jest miarą poziomu glukozy w ciągu ostatnich 4-12 tygodni. Jest bardziej użyteczny niż pomiar zawartości glukozy we krwi, który odzwierciedla stan chwilowy, istniejący w momencie pobierania krwi. Zawartość glikowanych białek we krwi podlega wolniejszemu wahaniu niż stężenie wolnej glukozy i dlatego jest miernikiem długotrwałej glikemii.  